# Colchicum arenasii
Colchicum arenasii là một loài thực vật có hoa trong họ Colchicaceae. Loài này được Fridl. miêu tả khoa học đầu tiên năm 1999.